# Phigalia brunnescens
Phigalia brunnescens là một loài bướm đêm trong họ Geometridae.